# Citi Zēni
Citi Zēni è un gruppo musicale lettone formato a Riga nel 2020. È attualmente costituito da Jānis Pētersons, Dagnis Roziņš, Reinis Višķeris, Krišjānis Ozols, Toms Kursītis e Toms Kagainis.
Hanno rappresentato la Lettonia all'Eurovision Song Contest 2022 con il brano Eat Your Salad.

## Storia del gruppo
I Citi Zēni si sono formati nel marzo 2020 e hanno iniziato a pubblicare singoli e a partecipare a festival estivi dallo stesso anno. Hanno scelto il nome in base a un gioco di parole: se in lingua lettone significa «gli altri ragazzi», vi è anche un'assonanza con il termine inglese citizens. Nel 2021 hanno pubblicato il loro album di debutto Suņi iziet ielās, interamente eseguito in lettone, il cui successo si è convertito in una vittoria su tre nomination al Zelta Mikrofons, il principale riconoscimento musicale della Lettonia.
Nel gennaio del 2022 è stata annunciata la partecipazione dei Citi Zēni all'imminente edizione annuale di Supernova, il programma di selezione del rappresentante lettone all'Eurovision Song Contest. Il loro inedito, Eat Your Salad, è presto diventato virale su TikTok ottenendo 30 milioni di visualizzazioni sulla piattaforma in meno di un mese. Nella finale di Supernova del successivo 12 febbraio sono risultati i vincitori in base al voto della giuria e del pubblico, diventando di diritto i rappresentanti eurovisivi lettoni a Torino. Nel maggio successivo i Citi Zēni si sono esibiti durante la prima semifinale della manifestazione europea, dove si sono piazzati al 14º posto su 17 partecipanti con 55 punti totalizzati, non riuscendo a qualificarsi per la finale.

## Formazione
Attuale
- Jānis Pētersons – voce
- Dagnis Roziņš – voce, sassofono
- Reinis Višķeris – tastiere
- Krišjānis Ozols – chitarra
- Toms Kursītis – basso elettrico (dal 2024)
- Toms Kagainis – batteria

Ex componenti
- Roberts Memmēns – basso elettrico (fino al 2024)

## Discografia

### Album in studio
- 2021 – Suņi iziet ielās
- 2024 – Cits līmenis

### Singoli
- 2020 – Vienmēr kavēju
- 2020 – Parādi kas tas ir
- 2021 – Suņi iziet ielās
- 2021 – Skaistās kājas
- 2022 – Eat Your Salad
- 2022 – Lieka štuka
- 2023 – Vecumdienas
- 2023 – Baļļīte (feat. Labvēlīgais Tips)
- 2023 – Cits līmenis
- 2024 – Ramtai